# Rebutia steinbachii
Rebutia steinbachii är en kaktusväxtart som beskrevs av Erich Werdermann. Rebutia steinbachii ingår i släktet Rebutia och familjen kaktusväxter.

## Underarter
Arten delas in i följande underarter:
- R. s. steinbachii
- R. s. tiraquensis
- R. s. verticillacantha

## Bildgalleri

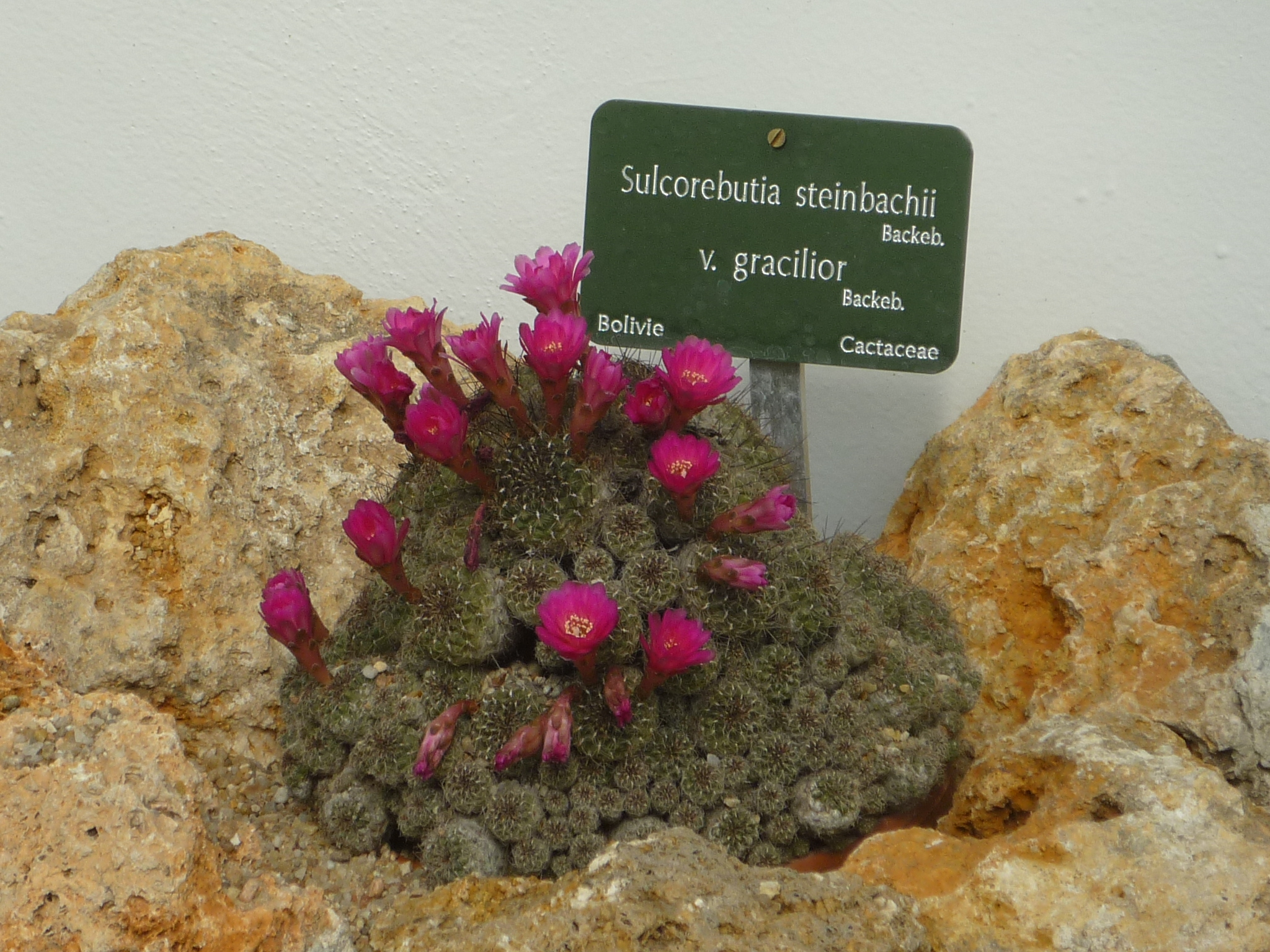
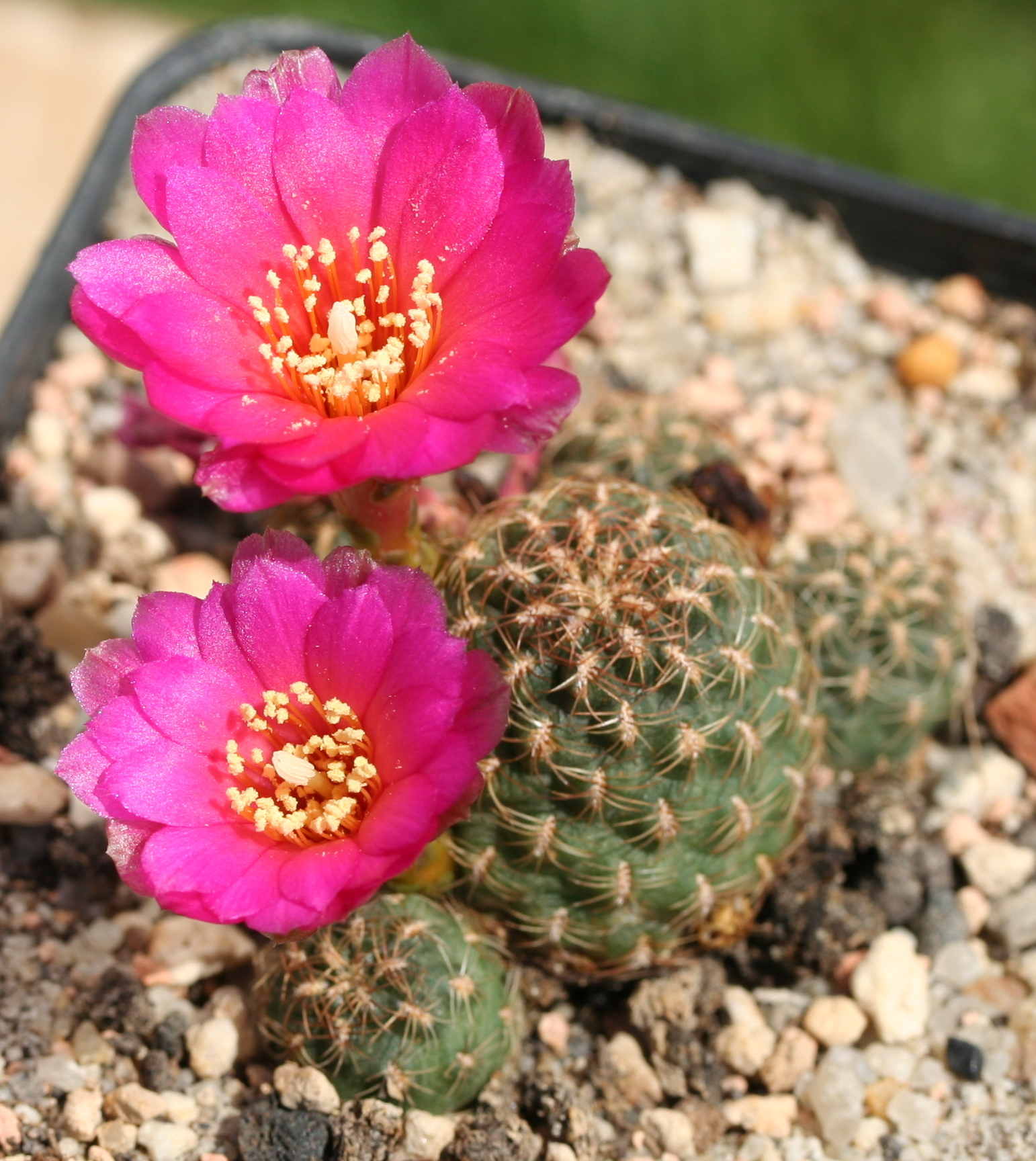
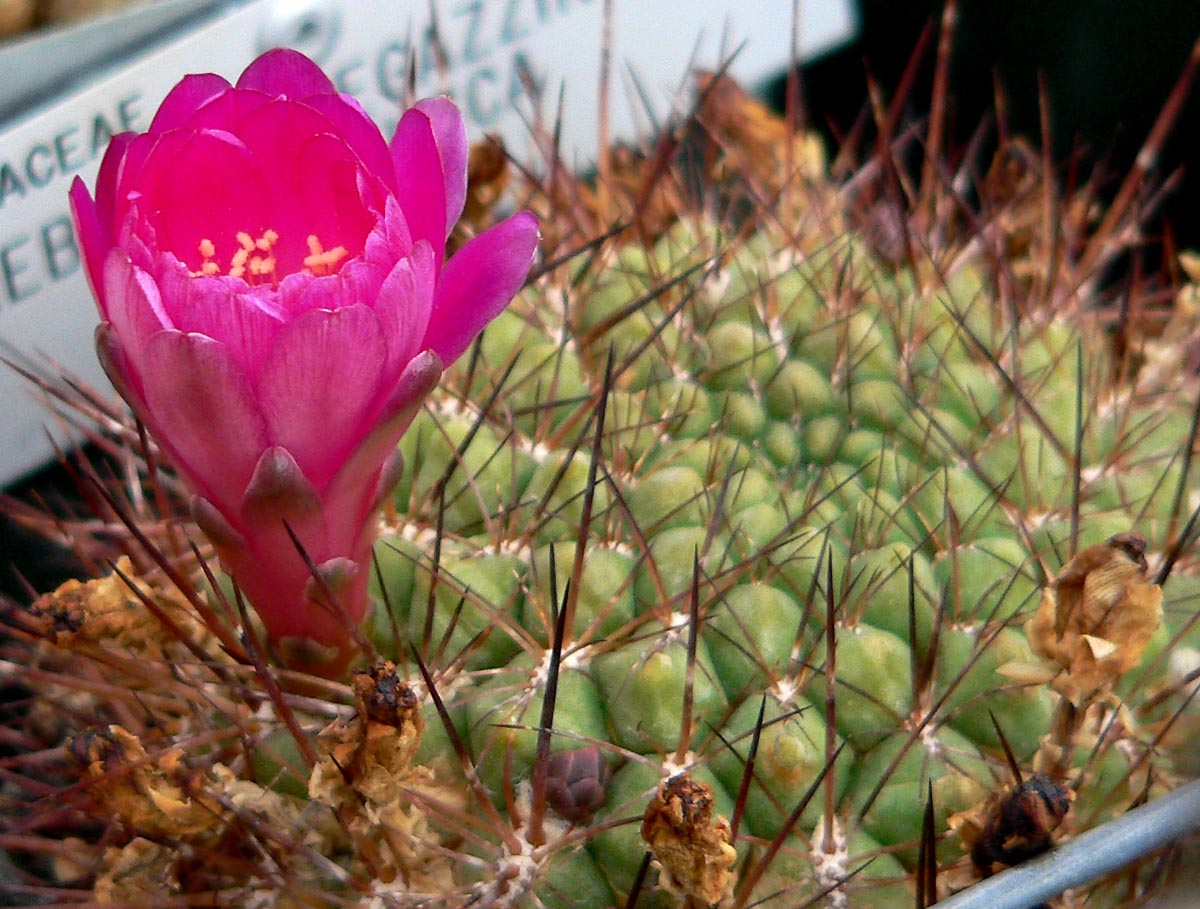
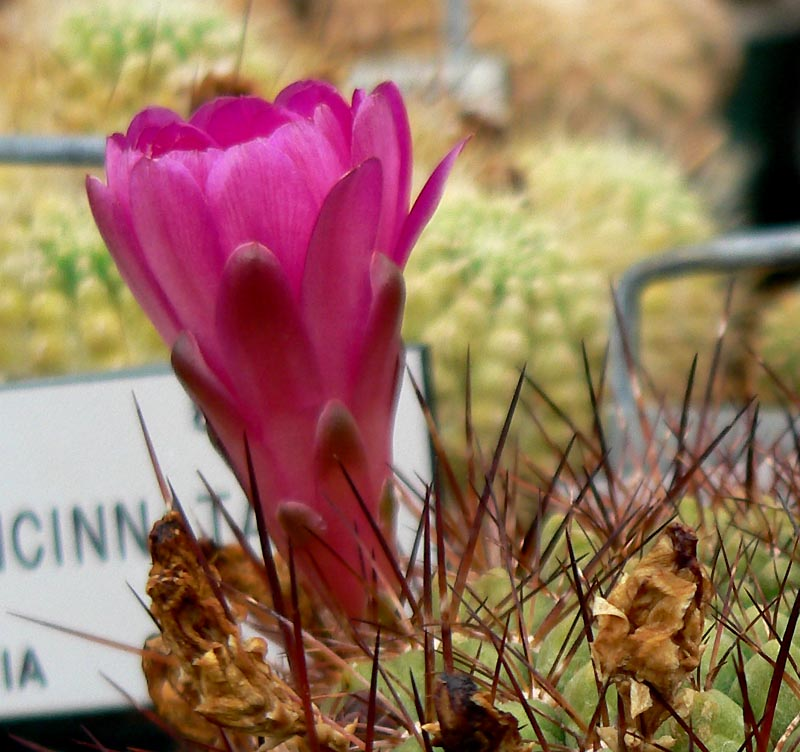
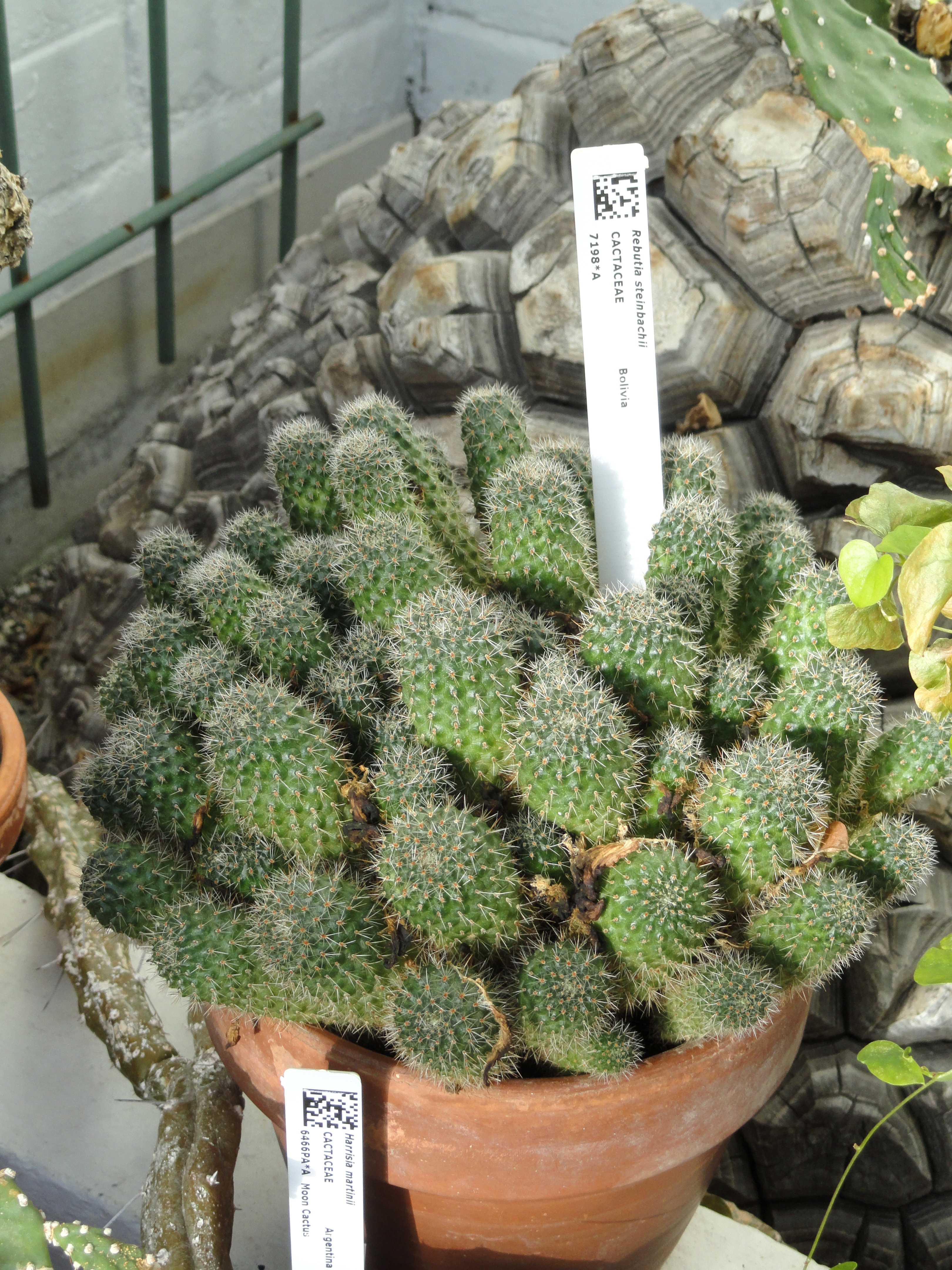